# Christina Bertrup
Christina Bertrup (n. 23 decembrie 1976, Sundsvall, Comitatul Västernorrland, Suedia) este o jucătoare de curl ce a reprezentat Suedia, medaliată olimpică. A participat la două ediții ale Jocurilor Olimpice (2002, 2014) în care a câștigat o medalie de argint.